# Ascorhynchus serratus
Ascorhynchus serratus är en havsspindelart som beskrevs av Hedgpeth, J.W. 1948. Ascorhynchus serratus ingår i släktet Ascorhynchus och familjen Ammotheidae. Inga underarter finns listade i Catalogue of Life.